# HD 83425
HD 83425，又名BD+05 2207，SAO 117821、HR 3834，是一颗恒星，视星等为4.68，位于銀經230.16，銀緯38.88，其B1900.0坐标为赤經9h 33m 14.3s，赤緯+5° 38.88′ 4″。